# Chirindia
Genre
Synonymes
- Amphisbaenula Sternfeld, 1911

Chirindia est un genre d'amphisbènes de la famille des Amphisbaenidae.

## Répartition
Les espèces de ce genre se rencontrent en Afrique australe et en Afrique de l'Est.

## Description
Ce sont des reptiles apodes.

## Liste des espèces
Selon The Reptile Database (24 juil. 2011) :
- Chirindia ewerbecki Werner, 1910
- Chirindia langi Fitzsimons, 1939
- Chirindia mpwapwaensis (Loveridge, 1932)
- Chirindia rondoensis (Loveridge, 1941)
- Chirindia swynnertoni Boulenger, 1907

## Publication originale
- Boulenger, 1907 : Descriptions of a new Toad and a new Amphisbaenid from Mashonaland. Annals and Magazine of Natural History, sér. 7, vol. 20, p. 47-49 (texte intégral).